# Tænketanken DEA
Tænketanken DEA er en tænketank med fokus på forsknings- og uddannelsespolitik. Den blev stiftet 5. maj 2010 med det formål, at ”sikre danske virksomheders konkurrencekraft gennem videnbaseret vækst”.
Bag Tænketanken DEA står Danish Society for Education and Business (DSEB, tidligere FUHU), som er en sammenslutning af erhvervsorganisationer og enkeltstående virksomheder, med samme fokusområde.

## Værdier og målsætning
Tænketanken DEA arbejder for, at intelligente investeringer i uddannelse, forskning og innovation kan bidrage til Danmarks konkurrenceevne og velstand.
- DEA arbejder for at fremme viden om sammenhængen mellem samfundets investeringer i uddannelse, forskning og innovation og de danske vækst- og produktivitetsevner - og for at placere uddannelse, forskning og innovation på toppen af den politiske dagsorden.
- Vi formidler vores viden gennem evidensbaserede analyser og undersøgelser, events, deltagelse i samfundsdebatten og gode politiske relationer - og skaber løsninger i fællesskab med vores partnere.
- Vi er en non-profit organisation, som er uafhængig af ideologiske hensyn, men hviler på en værdiantagelse om, at viden er afgørende for at skabe innovation, produktivitet og en konkurrencedygtig økonomi.

## Aktiviteter
DEA udøver sin indflydelse på samfundsdebatten gennem udgivelsen af en lang række analyser, såvel som en omfattende pressekontakt, ofte med udgangspunkt i analyserne.

## Organisation
DEA er i princippet organiseret som en forening, i hvilken der kan optages medlemmer i form af virksomheder, selvstændigt erhvervsdrivende, organisationer og uddannelses- og forskningsinstitutioner.
Foreningen ledes af en bestyrelse som pt. består af 9 medlemmer, hvoraf 4 repræsenterer uddannelses- og forskningsinstitutioner, 4 repræsenterer private erhvervsvirksomheder og den sidste, rigsstatistiker Jørgen Elmeskov, repræsenterer en offentlig virksomhed, og er formand for bestyrelsen.
DEAs daglige aktiviteter varetages af et sekretariat, som foruden den administrerende direktør, Stina Vrang Elias, tæller 30-40 medarbejdere.